# 徳元亮太
徳元 亮太（とくもと りょうた、1987年ごろ - ）は、日本の理学療法士、認定心理士、臨床心理学修士。がん経験者としての体験を基に、学校や地域における「がん教育」「いのちの授業」の普及に尽力している。2023年にはNPO法人沖縄がん教育サポートセンターを設立し、代表理事を務めている。

## 経歴

### 学歴・資格
- 京都橘大学 健康科学部心理学科 卒業
- 琉球大学大学院 地域共創研究科 臨床心理プログラム 修士課程 修了（2025年3月）
- 理学療法士（国家資格）
- 認定心理士（日本心理学会）

### 医療従事者としての経歴
徳元は沖縄第一病院のリハビリテーション科に勤務し、患者支援に従事。自身が32歳のときに甲状腺がんと診断され、治療を経て社会復帰した。
その経験をきっかけに、医療従事者とがん経験者の両面から「がん教育」への取り組みを始める。

## 活動

### NPO法人の設立と教育普及
2023年、がん教育の推進を目的とするNPO法人沖縄がん教育サポートセンターを設立し、理事長に就任。小・中・高校での講演や、外部講師育成、教材開発、行政との連携を行っている。
また、日本心理学会誌『Psychological World』などに教育実践に関する記事も寄稿している。

### 講演・教育活動
小・中・高校への講演や、教員・保護者・医療者向け研修の実施、議員勉強会や行政連携にも取り組む。
2024年には、「てぃーだカレッジ」に登壇し、がん教育の制度化について県議や市議の方に講演を行ったり、2025年では沖縄県教育研究大会などでも発表されている。。

## 表彰
- 2023年 - 日本心理学会「シチズン・サイコロジスト奨励賞」受賞[4]
- 2023年 - 沖縄県「がんじゅうさびら賞」グランプリ[2]

## メディア出演
- QAB『ニュースQプラス』特集（2022年）
- 朝日新聞（2023年9月）
- 琉球新報（2023年11月）
- 公明新聞（2024年3月）